# Метрополіс (фільм)
«Метрополіс» (нім. Metropolis) — німий художній фільм Фріца Ланґа за сценарієм і паралельно написаним романом Теа фон Гарбоу. Це масштабна метафорична й науково-фантастична антиутопія, що стала найвищою сходинкою і завершенням розвитку німецького кіноекспресіонізму. Фільм став безперечною класикою й вплинув на весь наступний розвиток кіномистецтва. Станом на 1 березня 2024 року фільм посідав 119-ту сходинку в списку 250 кращих фільмів за версією IMDb.

## Сюжет

Краєвид Нового Вавилона

Величезне футуристичне місто Метрополіс розділене на дві частини — наземну, де живуть багатії та інтелектуали, і підземну, житло робітників, які обслуговують поверхню, працюючи біля гігантських машин. Фредер, син одного із правителів Метрополіса, бачить дівчину Марію, котра приводить дітей робітників подивитися на сади на поверхні, але їх не пускають в це місце, дозволене тільки багатіям. Фредер з першого погляду закохується в Марію і спускається в машинні відділення на її пошуки. Там він бачить гігантську машину, яка ламається, калічачи і вбиваючи багатьох робіників. Вона уявляється Фредеру страхітливим ідолом, в якому спалюють людей. Фредер негайно вирушає в квартал Новий Вавилон до свого батька.
Фредер дістається до Вавилонської вежі, звідки керується все місто, де розповідає про аварію батькові Йо Фредерсену. Той розгніваний тим, що йому нічого не доповіли і обіцяє все владнати. Син дорікає батькові, що величезне місто побудовано працею людей, яких загнано в підземелля на жалюгідне існування. Втім, Йо переконаний, що це справедливо. Невдовзі йому приносять загадкові плани підземель, знайдені в постраждалих робітників. Багатій звільняє свого помічника Йосафата, котрий замовчав цей факт. Йосафата в покарання самого відправляють до підземель, він намагається застрелитися, але Фредер пропонує працювати на нього.

Фредер повертається в підземелля, де бачить знесиленого робітника 11811 й підміняє його. Фредер наказує піти до Йосафата за допомогою і віддає йому свою куртку. Однак робітник спокушається тимчасовою свободою, знайшовши в куртці гроші, він іде розважатися. Тим часом Йо відвідує винахідника Ротванга. Той, одержимий прагненням повернути кохану Гель, яка покинула його і вийшла за Фредерсена, а невдовзі померла. Винахідник створив гіноїда, проте Йо цікавить розшифровка планів. Ротванг визначає, що це прадавні катакомби. З Джо він спускається до катакомб, які також відвідує Фредер. Там Марія втішає робіників, проповідуючи про велич людини, оповідаючи переінакшену легенду про Вавилонську вежу. Хоча раби збудували її, вони не усвідомлювали високу мету її будівництва, що призвело до бунту проти хазяїв і зруйнування вежі. Тому між розумом (інтелектуалами) і руками (робітниками) мусить бути посередник — серце. Марія обіцяє, що людина, котра зуміє привести обидві касти до порозуміння, неодмінно скоро прийде. Джо замислює посіяти недовіру серед робітників до Марії. В цей час Фредер нарешті зустрічається з Марією і освідчується їй в коханні.

Ротванг біля свого гіноїда

Йо наказує Ротвангу викрасти Марію, щоб надати її подоби гіноїду і той ловить її в глибині підземель. Фредер відвідує церкву, де чує віщу проповідь про Вавилонську блудницю. Ротванг надає своєму гіноїду вигляду Марії та відправляє його підбурити народ на бунт проти справжньої Марії. Однак він не прагне виконати доручення Йо, а помститися йому за Гель, зруйнувавши все, чого він досягнув, і вбивши його сина. Фредер стає свідком розмови батька з гіноїдом та втрачає свідомість. У гарячці Фредеру ввижається Смерть, яка йде у Метрополіс, а лже-Марія постає в образі Вавилонської блудниці.
Йосафат провідує Фредера та приносить новину про Марію, котра розважає еліту, зводячи з розуму всіх чоловіків. Він здогадується, що Йо прагне повстання аби отримати підставу застосувати силу і залякавши народ, тримати робітників у вічній покорі. Лже-Марія красномовно підбурює робітників на повстання, зламати машини. Йосафат і Фредер спускаються в катакомби, де розуміють, що це не справжня Марія. Він намагається донести це до повстанців, але ті, побачивши сина свого гнобителя, кидаються убити його. Захищаючи Фредера, гине Йозеф.
Фредерсен підслуховує розмову Ротванга з Марією, з якої дізнається про його задум. Йо вступає у бій з винахідником, в ході якого Марія тікає. Тим часом повстання поглинає Метрополіс і прямує розправитися з Фредерсеном. Натовп розтрощує генератори електрики, що спричиняє затоплення підземель. Марія рятує дітей, але стикається з натовпом на чолі з Гротом, який усвідомив, що в бунті могли загинути діти. Повстанці вриваються на поверхню й збираються живцем спалити Марію, яка виявляється гіноїдом. Справжня ж Марія б'є у дзвін, привертаючи увагу натовпу. Її переслідує Ротванг, якого Фредер скидає з даху церкви.
Йо, Фредер і Марія виходять до натовпу. Грот пробує помиритися з Йо, однак той вагається. Марія називає Фредера посередником, він підштовхує батька і лідера повстанців до примирення. Фільм завершується висновком: «Посередником між розумом і руками повинне бути серце».

## У ролях
- Ґустав Фреліх — Фредер, син правителя Метрополіса Йо.
- Бригітта Гельм — Марія/лже-Марія, дівчина з суспільства робітників, проповідниця/гіноїд, що діє під виглядом Марії.
- Альфред Абель — Йо Фредерсен, правитель Метрополіса.
- Рудольф Кляйн-Роґґе — Ротванг, учений-винахідник.
- Генріх Ґеорге — Грот, доглядач машинного відділення.
- Теодор Лус — Йосафат, помічник Джо і друг Фредера.
- Фріц Расп — Тонкий, шпигун Фредерсена.
- Ірвін Бісванґер — Робітник 11811.
- Генріх Ґото — Майстер церемоній (у титрах не вказаний).

## Знімання

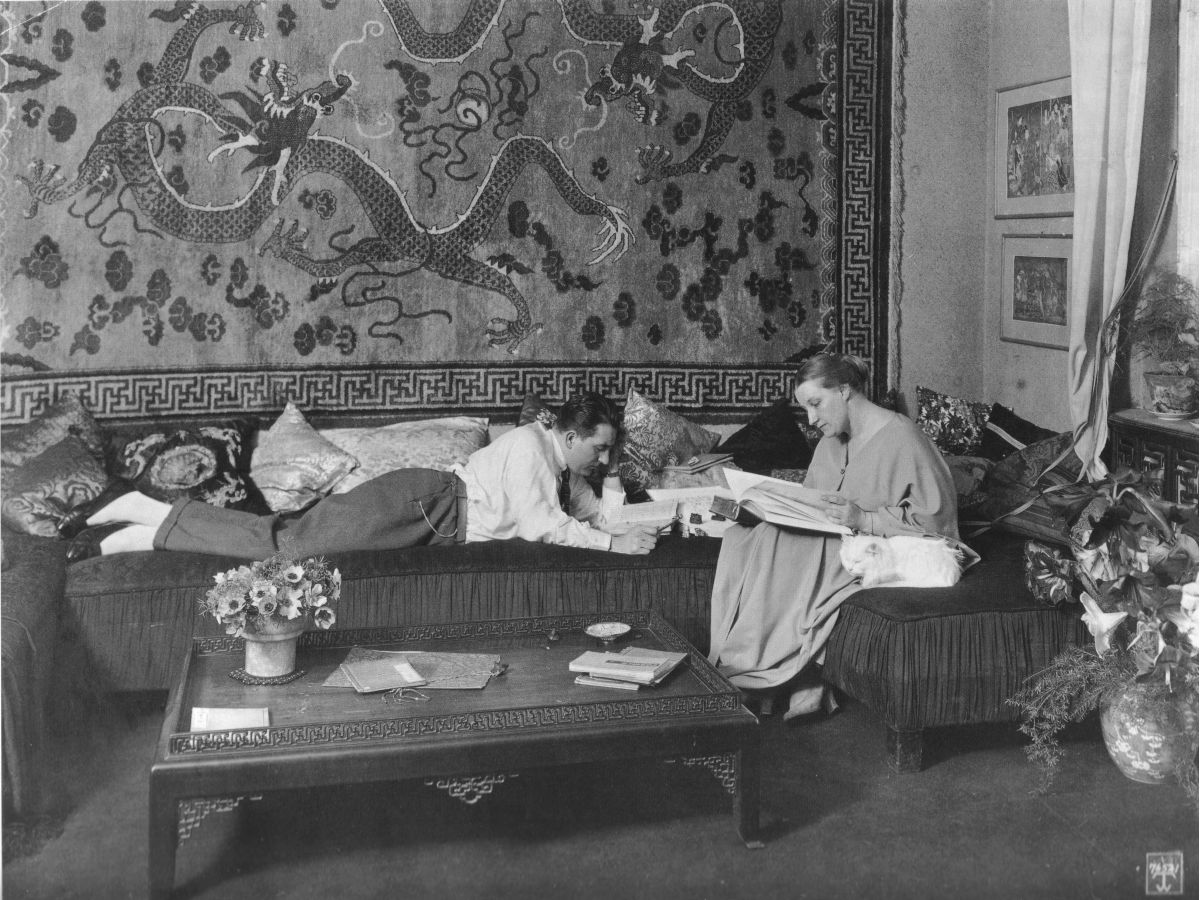
Фріц Ланг і Теа фон Гарбоу в роботі над сценарієм (1923 або 1924)

У Німеччині 1920-х років німецька марка зазнала сильної інфляції після Першої світової війни, тому для іноземного капіталу стало вигідно вкладати гроші в німецькі стрічки. Голлівуд співпрацював з німецькими кіностудіями, що посприяло їх розвитку. Фріц Ланг, відомий детективними і пригодницькими стрічками, в 1920 році під час роботи над фільмом «Доктор Мабузі» познайомився зі сценаристкою Теа фон Гарбу, а за два роки вони одружилися. В 1924 Ланг і його продюсер Еріх Поммер поїхали до Голлівуду для обміну досвідом. Зупинившись у Нью-Йорку, Ланг був вражений його архітектурою і зробив багато фотографій міста. В Голлівуді на прохання Ланга Еріх Поммер купив дві камери Мітчелла, яких досі не було в Німеччині. Фріц Ланг задумав створити найвидовищніший фільм у світі, що перевершив би голлівудські і його ідею підтримала студія UFA. Теа фон Гарбу в цей час писала роман «Метрополіс» і сценарій майбутнього фільму за ним, присвячений боротьбі науки з окультизмом. У варіанті Теа фігурували злий чаклун, надприродні істоти, але Ланг визнав, що не зможе зняти такого фільму. Було ухвалено створити стрічку науково-фантастичної тематики.
Знімання було заплановано на осінь 1924 року, але почато в травні 1925 року за Берліном. На студії UFA побудували величезні декорації робочого району, підніжжя Вавилонської вежі і готичного храму. Знімання завершено в жовтні 1926 року, тривало 310 днів і 60 ночей. В ньому взяло участь 37000 статистів, у тому числі 750 дітей. За цей час бюджет фільму виріс від 1,5 до 6 мільйонів німецьких марок.
Концепт-дизайн фільму створив театральний художник Еріх Кеттелхут. Спочатку він намалював середньовічний замок у центрі міста, але потім концепція змінилася, і в тому місці виросла Вавилонська вежа, верхівку якої вінчав аеродром у вигляді пентаграми. Він також створив дизайн верхнього міста зі стадіоном, садом, а також декількома будівлями, що вибивалися зі стилю верхнього міста: старим будинком ученого, готичним собором і районом червоних ліхтарів у японському стилі. Також він придумав образ нижнього міста. Архітектурний стиль будівель міста належить до ар-деко.
У Ланга було дві основні камери і два оператори: Карл Фройнд та Гюнтер Ріттал. Також для знімання використовувалися дві мініатюрні камери: німецька легка камера Stachow-Filmer і камера Нетрі, якою знімали дрібні моделі.

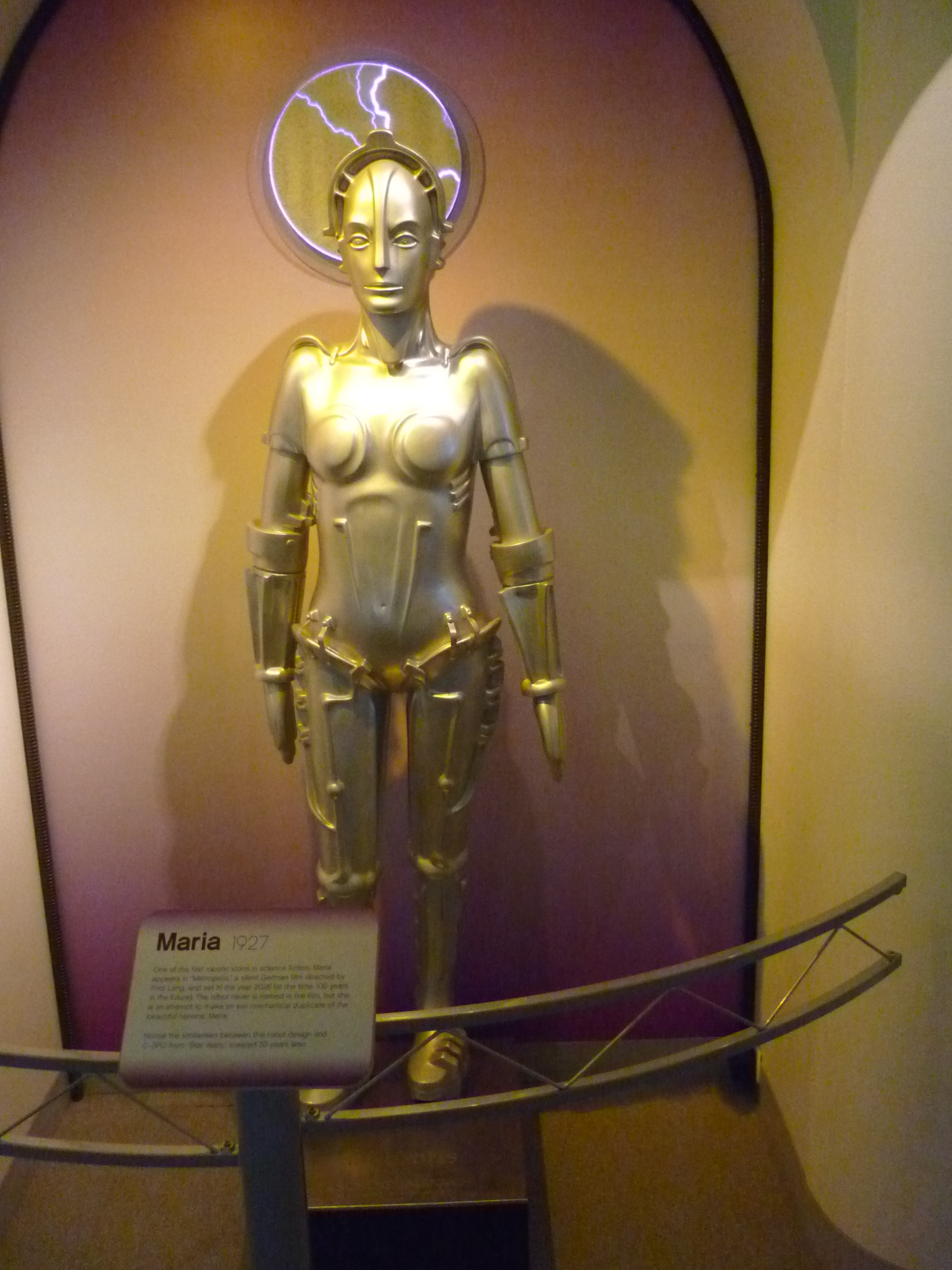
Костюм гіноїда

Деякі моделі, як «райський» сад складалися з декорацій і намальованого фону. Через те, що модель знімали з дуже близької відстані, в процесі знімання пересували не камеру, а саму модель за допомогою електромоторів. Еріх Кеттлхут намалював нічні краєвиди Нової Вавилонської вежі на картоні розміром 60 на 40 см. Для анімації ковзання по стінах вежі променів прожекторів він покадрово домальовував вежу то з освітленими, то з затіненими місцями. Всього Кеттлхут створив для фільму близько тисячі кадрів Вавилонської вежі.
Міські квартали були фанерними і картонними моделями з намальованим фоном. Загальна конструкція декорацій міста складалася з моделей, розмір яких поступово зменшувався так, щоб три з половиною метра простору студії являли собою 350 метрів простору міста. На мостах і дорогах мініатюрного міського пейзажу розташовувалися 300 мініатюр автомобілів, які покадрово вручну переміщували асистенти. На підготовку і знімання цих кадрів пішло шість тижнів, хоча на екрані вони проїжджали за 10 секунд. Перетворення машини на ідола здійснювалося за допомогою руху дзеркал і технології під назвою Шюффтан-процес. Існувало дві моделі, машини та ідола, поставлених одна навпроти одної. Дзеркало поверталося і починало відбивати протилежне зображення, перекриваючи початкове. Подібно знімався натовп: дзеркало ставилося перед камерою під кутом 45 градусів так, щоб воно відображало мініатюрну модель, яка стояла поруч з камерою. Частина дзеркальної поверхні стиралася, оголюючи прозоре скло. В утвореній щілині на задньому плані рухалися актори. Місцями Ланг застосовував множинну експозицію — одну і ту ж плівку експонували кілька разів, прикриваючи ті місця, де експозиція нині не потрібна. Саме так знімалася сцена набуття гіноїдом подоби Марії. Спочатку знімали фігуру робота на чорному тлі, потім експонована частина закривалася чорним силуетом, навколо якого плавали кола, зроблені з промасленого паперу. Їх рухали нагору і вниз за допомогою спеціально побудованого підіймача. Кола знімалися через скло, на яке наносили тонкий шар олії. Електричні розряди знімалися вже без скла пізніше. Відеотелефон зроблено за допомогою проєктора, поміщеного ззаду декорації, що проєктував знятого заздалегідь співрозмовника. Затоплення підземель було справжнім, для цього знадобилося півтори тисячі кубометрів води, в якій актор мусили стояти по кілька годин.

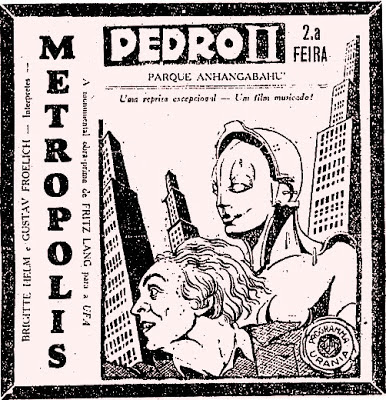
Реклама, показана в місті Сан-Паулу, Бразилія, в 1930 році.

Дизайн робота створив архітектор Вальтер Шульце-Міттендорф. Матеріалом було обрано спеціальний пластик, який поступово застигав на повітрі, дозволяючи надавати йому будь-якої форми. Актриса Бригіта Хельм мусила кілька годин лежати в гіпсовій формі, щоб на її основі надати гіноїду відповідних пропорцій. Сам костюм був розбірним.
Перший показ фільму відбувся в Берліні 10 січня 1927 року в кінотеатрі «Паласт ам Зоо». Його тривалість склала понад 3 години. Коли його подивилися 15 тисяч глядачів, фільм тимчасово вилучили з прокату і сильно скоротили. Фільм став найдорожчим проєктом за всю історію німецького німого кіно. Попри успіх у критиків і значні збори, він так і не зміг окупити витрати на виробництво й ледь не став причиною банкрутства студії UFA. Авторитет Ланга було підірвано і він повернувся до створення детективно-пригодницьких фільмів.
В 2008 році в Буенос-Айресі виявили оригінальну театральну копію фільму, відправлену туди в 1928 році. Ще одну копію знайшли в кіноархіві Чилійського університету.

## Вплив
Метрополіс був одним з улюблених фільмів Адольфа Гітлера.
Гурт «Queen» використовував кадри з фільму для свого ретрофутуристичного кліпу «Radio Ga Ga».
Сюжет фільму має багато паралелей з популярною манґою відомого автора Осаму Тедзуки, опублікованої 1949 року. 2001 року режисер Рінтаро екранізував манґу у вигляді повнометражного аніме-фільму.